# Samuel Timon
Samuel Timon (20. července 1675, Trenčianska Turná – 7. dubna 1736, Košice) byl uherský polyhistor, pedagog, zakladatel kritické historiografie, slovenského původu.

## Život
Jeho otec Ján Timon byl úředníkem uherské královské komory, matka Barbora Hrabovská měla zemanský původ. V letech 1683–1691 studoval na jezuitském gymnáziu v Trenčíně. Později vstoupil do jezuitského řádu, jako novic působil ve Vídni, později vyučoval jeden rok ve Skalici. Své vzdělání si doplnil studiem v Judenburgu a Budíně. Později působil jako pedagog jezuitského gymnázia, 1712–1720 trnavské, od 1721 Košické univerzity. Dílem Imago… položil základy kritické historiografie v Uhersku a základy první koncepce slovenských národních dějin. Zabýval se etnogenezí Slováků a poukazoval na jejich starobylost a národní samostatnost. Ovlivnil mnoho historiků.

## Dílo
- Celebriorum Hungariae urbium et oppidorum Topographie… (Topografie nejvýznamnějších měst a městeček Uherska, 1702)
- Synopsis novae chronologiae regnorum Hungariae (Nový chronologický přehled uherských králů) (1714–1715)
- Purpura pannonica (Panonské purpury) (1715)
- Imago Antiquae Hungariae (Obraz starého Uherska, 1733), učebnice dějepisu
- Imago novae Hungariae (Obraz nového Uherska, 1733), učebnice zeměpisu
- Tibisci Ungariae Fluvial notitio Vagique ex parte (Popis uherské řeky Tisy a zčásti i Váhu, 1735)